# Fluorid ruthenitý
Fluorid ruthenitý je anorganická sloučenina s chemickým vzorcem RuF3.

## Příprava
Fluorid ruthenitý lze připravit redukcí fluoridu rutheničitého jodem při teplotě 250 °C nebo sírou při teplotách nad 200 °C:
5 RuF5 + I2 → 5 RuF3 + 2 IF5

## Vlastnosti
Fluorid ruthenitý je tmavě hnědá pevná krystalická látka, která je nerozpustná ve vodě. Krystalizuje v romboedrické soustavě s prostorovou grupou R3c (Číslo 167). Tvoří oktaedrické komplexy fluoru.